# Lee Byrne
Lee Byrne (Bridgend, 1 de junho de 1980) é um jogador profissional de Rugby que presentemente está ao serviço dos Ospreys, participando na Magners League e na Heineken Cup . Ele também joga pela seleção do País de Gales, contando com 27 internacionalizações .
Em 20 de Junho de 2009, ele jogou pelos British and Irish Lions num "Test match" frente à África do Sul. A sua posição habitual é a Defesa, mas já jogou como Ponta.
Lee Byrne começou a sua carreira jogando na equipa sub8 do Bridgend Athletic e mais tarde jogou no Tondu RFC, Bridgend, Llanelli e nos Scarlets.
Em 2006, ele assinou contracto para jogar pelos Ospreys, onde ainda se encontra actualmente.